# Salwiniowate
Salwiniowate, wiąślowate (Salviniaceae) – rodzina wodnych paproci. Obejmuje dwa rodzaje: salwinia (Salvinia) i azolla (Azolla) z 16 gatunkami (czasem ten drugi rodzaj wyodrębniany jest w osobną, monotypową rodzinę Azollaceae). Należą tu rośliny wodne, swobodnie unoszące się na powierzchni wody, niemal kosmopolityczne. W Polsce występuje jednak jako gatunek rodzimy wyłącznie salwinia pływająca. Pędy roślin w tej rodzinie rozgałęziają się dychotomicznie. Liście są siedzące, drobne (od 1 do 25 mm), całobrzegie. Zarodniki zróżnicowane na makro- i mikrospory.

## Systematyka
Pozycja systematyczna i podział według Smitha i in. (2006) oraz systemu PPG I (2016)
Rodzina siostrzana wobec marsyliowatych (Marsileaceae) w obrębie rzędu salwiniowców (Salviniales). Do monofiletycznej w tym ujęciu rodziny należą dwa siostrzane rodzaje: 
- salwinia Salvinia Ség.
- azolla Azolla Lam.